# Mike Baron
Mike Baron, né le 1er juillet 1949 à Madison (Wisconsin), est un scénariste américain de bande dessinée.

## Biographie
Mike Baron, naît à Madison dans l'État du Wisconsin. Dans sa jeunesse il lit des comics, d'abord Uncle Scrooge puis Conan le Barbare. Il suit des études de sciences politiques à l'université du Wisconsin. À la sortie de l'université, en 1971 il part vivre à Boston où il écrit pour plusieurs magazines et où il fait publier des nouvelles de science-fiction dans des revues. En 1977, il revient à Madison où il trouve un emploi dans une compagnie d'assurances. Il travaillera là pendant plus de deux ans. En 1980 il rencontre Steve Rude et tous deux créent le personnage de Nexus (comics). Ils proposent la série à l'éditeur Capitol Comics. Trois épisodes en noir et blanc sont d'abord publiés puis six en couleur avant que la série soit reprise en couleur par l'éditeur First Comics. À cette période il devient le scénariste de Flash pour DC Comics. Mike Baron peut alors se consacrer uniquement aux comics et vivre grâce à ses scénarios. Il crée le personnage de badger dessiné par Jeff Butler. Il abandonne Flash peu avant d'être appelé par Carl Potts, rédacteur en chef du comics Punisher pour Marvel Comics. Il signe les scénarios de cette série, dessinée par Klaus Janson pendant un an et demi avant de partir, n'approuvant pas la nouvelle ligne éditoriale décidée par le nouveau responsable, Don Daley. En 1989, Nexus est publié par Dark Horse Comics après la disparition de First Comics

## Récompenses
- 1993 : prix Eisner des meilleurs auteurs pour Nexus: The Origin (avec Steve Rude)[2]
- 1993 : prix Eisner du meilleur numéro pour Nexus: The Origin (avec Steve Rude)[2]